# Батыршин, Радик Ирикович
Ра́дик Ирикович Ба́тыршин (род. 28 июля 1968, Уфа) — российский журналист, председатель МТРК «Мир». Кандидат филологических наук, профессор факультета коммуникаций, медиа и дизайна НИУ ВШЭ.

## Биография

### Образование
В 1990 году окончил филологический факультет Башкирского государственного университета (ныне Уфимский университет науки и технологий).
В 1994 году окончил аспирантуру кафедры телевидения и радиовещания факультета журналистики МГУ им. М. В. Ломоносова.
В 2011 году защитил кандидатскую диссертацию «Телекомпания „Мир“ как инструмент формирования единого информационного пространства СНГ» (научный руководитель В. Л. Цвик; официальные оппоненты С. Н. Десяев и Р. П. Овсенян).

### Карьера
- В студенческие годы являлся фотокором университетской многотиражки, публиковался в газете «Вечерняя Уфа» и в молодежной газете «Ленинец», готовил передачи на экономическую тематику на Гостелерадио Башкирской АССР[3].
- Продолжил карьеру журналиста в «Независимой газете», с которой начал сотрудничать в начале 1990ых[3]. В те же годы сотрудничал с русской редакцией радио «Свобода»[3].
- В 1995—2001 гг. работал на НТВ.
- В 2001—2002 гг. — директор Дирекции Интернет-вещания ФГУП «Всероссийская государственная телевизионная и радиовещательная компания» (ВГТРК).
- С 2002 по 2005 г. — заместитель Председателя ВГТРК — директор Дирекции Интернет-вещания.
- С 2005 по 2006 г. — заместитель Генерального директора ВГТРК — директор Дирекции Интернет-вещания.
- С 2006 по 2007 г. — заместитель Генерального директора ВГТРК, директор филиала ВГТРК ГРК «Маяк»[4].
- В ноябре 2007 года решением Совета глав правительств СНГ назначен председателем МТРК «Мир»[5].
- За время своей карьеры принимал участие в ряде крупных проектов: являлся консультантом воскресной программы «Итоги» («Телекомпания НТВ»), создателем телепрограммы «Вести Недели» (ВГТРК), ряда новых Интернет-СМИ.
- Автор и продюсер телепроектов: «Прямая линия с Президентом России В. В. Путиным» в 2002, 2003, 2005, 2006, 2007 годах.
- Автор программы: «Президент России В. В. Путин в прямом эфире ведущих телеканалов Украины» в 2004 году.
- Автор и продюсер программ: «Разговор с В. В. Путиным» в 2008 году, «Разговор с Владимиром Путиным. Продолжение» в 2009, 2010, 2011 годах, «Прямая линия с Владимиром Путиным» в 2013, 2014, 2015, 2016, 2017, 2018 гг., интервью Президента России В. В. Путина различным СМИ.
- Автор эксклюзивных интервью для МТРК «Мир» с главами государств Содружества: интервью с Президентом Российской Федерации В. В. Путиным, интервью с Президентом Республики Беларусь А. Г. Лукашенко, интервью с Президентом Республики Казахстан Н. А. Назарбаевым, интервью с Президентом Кыргызской Республики А. Ш. Атамбаевым, интервью с Президентом Республики Армения С. А. Саргсяном, интервью с Президентом Республики Молдова И. Н. Додоном, интервью с Президентом Туркменистана Г. М. Бердымухаммедовым.
- В качестве корреспондента неоднократно был командирован в «горячие точки», включая Северную и Южную Осетию, Чечню. Принимал участие в переговорах по освобождению журналистов, попавших в заложники.
- Организатор ряда общественно значимых информационных мероприятий: телемарафоны «Наша Победа» Москва-Брест 2008 г., «Так начиналась Победа» 2009 г., «Мы победили вместе» 2010 г., патриотические акции: «Моя Вахта Памяти» 22.06.2011 г., посвященная 70-й годовщине начала Великой Отечественной войны[6], Памятная акция «Блокаде. Нет»[7] 08.09.2011 г., посвященная 70-летию начала блокады Ленинграда.

С ноября 2012 по декабрь 2018 года был членом Совета при Президенте Российской Федерации по развитию гражданского общества и правам человека.
Член Комиссии при Президенте Российской Федерации по делам ветеранов. Член Союза журналистов России и Союза журналистов Москвы. Академик Академии Российского телевидения и Российской Академии Радио. Член Правления Национальной ассоциации телерадиовещателей (НАТ), член The International Academy of Television Arts&Sciences (США).

### Личная информация
Владеет английским, польским, татарским и башкирским языками.
Женат, воспитывает дочь.

## Фильмография
- Школа выживания [от одинокой женщины с тремя детьми в условиях кризиса] (сериал, 2015) - генеральный продюсер
- Развод (сериал, 2015) -  генеральный продюсер
- Наши соседи (сериал, 2010) - продюсер[9].

## Награды и премии
- Орден «За заслуги перед Отечеством» IV степени (11 февраля 2023 года) — за большой вклад в развитие средств массовой информации и многолетнюю добросовестную работу[10]
- Орден Александра Невского (16 июля 2018 года) — за большой вклад в развитие отечественной культуры и искусства, средств массовой информации, многолетнюю плодотворную деятельность[11]
- Орден Почёта (14 августа 2014 года) — за многолетнее успешное выполнение обязанностей по обеспечению информационных мероприятий Президента Российской Федерации[12]
- Орден Дружбы (16 октября 2012 года) — за большой вклад в развитие телерадиовещания и многолетнюю плодотворную деятельность[13]
- Орден Франциска Скорины (10 октября 2022 года, Беларусь) — за значительный личный вклад в укрепление мира, дружественных отношений и сотрудничества между государствами, плодотворную работу по сближению и взаимообогащению национальных культур, формированию и развитию единого информационного пространства, высокие достижения в благотворительной и гуманитарной деятельности[14]
- Орден «Данакер» (29 августа 2018 года, Кыргызстан) — за большие заслуги и личный вклад в укрепление культурных связей и дружбы между народами стран Содружества Независимых Государств[15]
- Медаль ордена «За заслуги перед Отечеством» II степени (21 сентября 2010 года) — за активное участие в подготовке и проведении мероприятий, посвящённых 65-летию Победы в Великой Отечественной войне 1941—1945 годов[16]
- Благодарность Президента Российской Федерации (12 декабря 2017 года) — за заслуги в развитии телерадиовещания и многолетнюю плодотворную деятельность[17]
- Благодарность Президента Российской Федерации (27 ноября 2006 года) — за активное участие в подготовке и реализации общественно значимых информационных проектов[18]
- Благодарность Президента Российской Федерации (31 октября 2002 года) — за активное участие в подготовке и проведении международных мероприятий с участием Президента Российской Федерации[19]
- Почётная грамота правительства Российской Федерации (31 марта 2010 года) — за активное участие в освещении деятельности Председателя Правительства Российской Федерации[20]
- Благодарность Правительства Российской Федерации (3 марта 2012 года) — за активное участие в освещении деятельности Председателя Правительства Российской Федерации[21]
- Благодарность Правительства Российской Федерации (31 марта 2009 года) — за активное участие в освещении деятельности Председателя Правительства Российской Федерации[22]
- Почётный знак «За заслуги в развитии печати и информации» (29 ноября 2018 года, Межпарламентская ассамблея СНГ) — за значительный вклад в формирование и развитие общего информационного пространства государств — участников Содружества Независимых Государств, реализацию идей сотрудничества в сфере печати и информации[23]
- Грамота Содружества Независимых Государств (14 октября 2022 года, Совет глав государств СНГ) — за большой личный вклад в формирование общего информационного пространства СНГ, укрепление дружбы и сотрудничества между странами и в связи с 30-летием Межгосударственной телерадиокомпании «Мир»[24][25]
- Почётная грамота Организации Договора о Коллективной Безопасности (2010 г.)
- Медаль «За вклад в развитие Евразийского экономического союза» (29 мая 2019 года, Высший совет Евразийского экономического союза)[26]
- Нагрудный знак МИД России «За вклад в международное сотрудничество» (17 октября 2022 года)[27]
- Медаль ФСКН РФ «За содействие органам наркоконтроля» (2012, 2015 гг.)
- Медаль МВД РФ «За боевое содружество» (2013 г.)
- Медаль Содружества Независимых Государств «За вклад в развитие делового сотрудничества» (2017 г.)
- Премия «Медиа-Менеджер России» в номинации «Электронные СМИ» (2010 г.)[28]
- Победитель конкурса «Менеджер года» в номинации «Международное сотрудничество» (2008 г.)
- Премия «ТЭФИ» в номинации «Лучшая информационная программа».
- Национальная премия Интернета за сайт «Вести. РУ» в номинации «Открытие года».
- Гран-при Российской академии Интернета.
- Премия Союза журналистов России за работу 3—4 октября 1993 г. по освещению событий, связанных со штурмом Белого дома в Москве.
- Медаль Высшей школы экономики «Признание» (2018 г.) — за безупречный труд и преданность своему делу
- Почетное звание «Заслуженный работник печати и массовых коммуникаций Республики Татарстан» (2019 г.) — за заслуги в развитии средств массовой информации и многолетний плодотворный труд
- Медаль «За взаимодействие» (2021 г.) — за существенную помощь в укреплении законности и развитии системы прокуратуры Российской Федерации
- Медаль «В память 850-летия Москвы» (сентябрь 1997)[1]